# Dorfkirche Öfingen

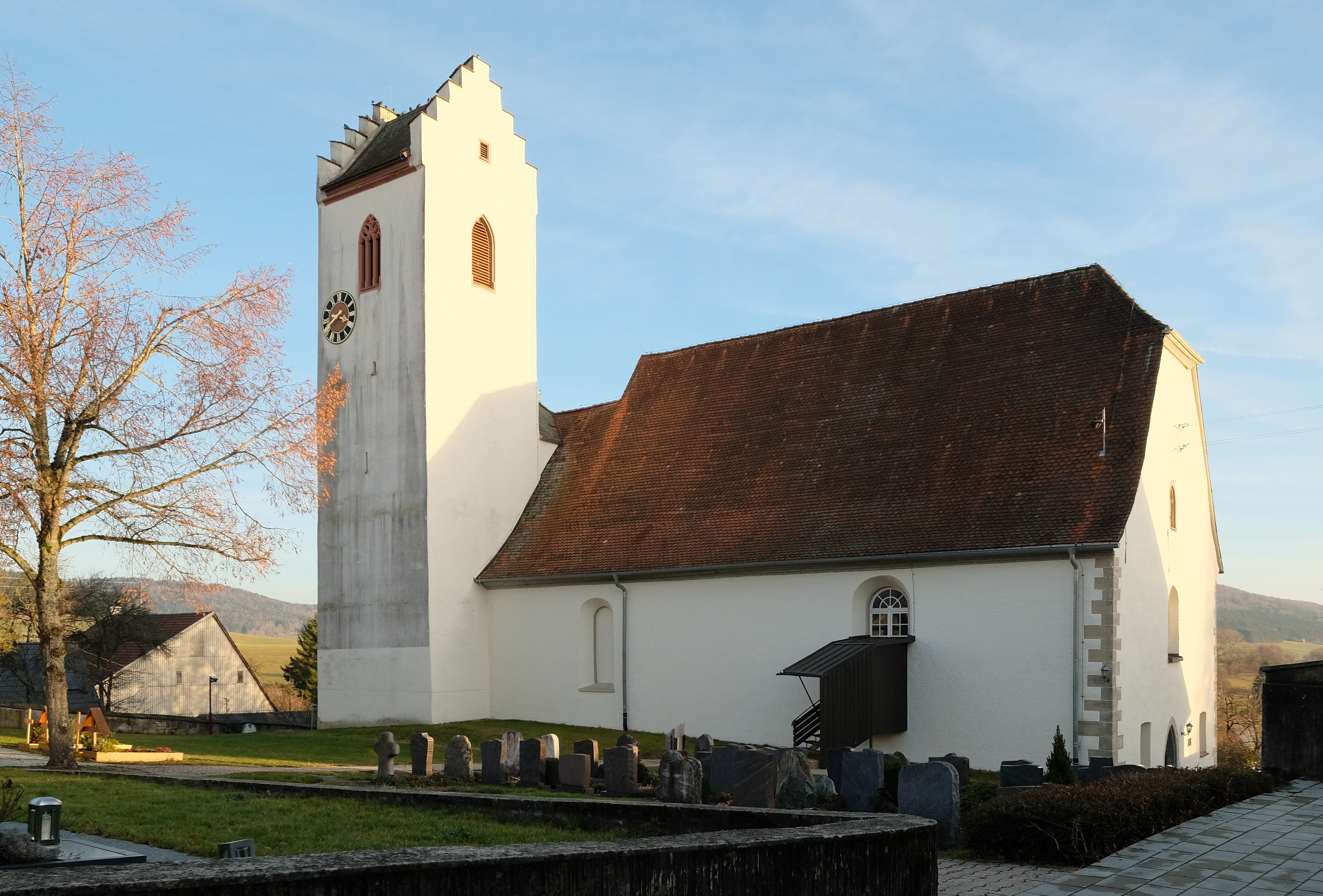
Evangelische Dorfkirche (2019)

Die Dorfkirche Öfingen ist ein Baudenkmal in Bad Dürrheim-Öfingen im Schwarzwald-Baar-Kreis. Die evangelische Kirchengemeinde Öfingen gehört zum Kirchenbezirk Villingen der Evangelischen Landeskirche in Baden.

## Geschichte
Öfingen zählt zu den frühen Pfarreien der Baar. Darauf weist auch das Heiligkreuz-Patrozinium der Öfinger Kirche hin. Im Kloster Reichenau wurde seit dem 10. Jahrhundert eine Kreuzreliquie verehrt, und das Bodenseekloster war wahrscheinlich auch Besitzer Öfingens. Von der ersten romanischen Steinkirche sind bis heute Bauelemente erhalten. Sie war Pfarrkirche für die Orte Oberbaldingen, Unterbaldingen, Ippingen und mehrere Wüstungen.
Die erste schriftliche Erwähnung Öfingens findet sich 1275 in einem Verzeichnis des Bistums Konstanz, in dem die Abgaben der Geistlichen zu einem geplanten Kreuzzug aufgeführt sind. Im Konstanzer Liber quartarum von 1324 wird die Pfarrei Öfingen im Dekanat Trossingen aufgeführt; der Quart war eine Abgabe an den Bischof, die von den frühen Pfarreien erhoben wurde. Auch dies weist also auf ein hohes Alter der Öfinger Pfarrei hin.
Das Patronatsrecht ging vom Kloster Reichenau an die Freiherren von Wartenberg über und war im 14. Jahrhundert dreigeteilt. Im 15. Jahrhundert war das Haus Fürstenberg alleiniger Patronatsherr.
Der Reformator der Tuttlinger Region war Ambrosius Blarer. Das Dorf Öfingen befand sich in einer Grenzlage, sowohl die Herzöge von Württemberg als auch die Grafen zu Fürstenberg versuchten, hier ihre Rechte geltend zu machen. Die beiden Filialgemeinden Ippingen und Unterbaldingen wurden im 16. Jahrhundert von der Mutterpfarrei Öfingen gelöst, denn sie blieben als fürstenbergische Vogteien katholisch. Ihre Toten wurden aber weiterhin auf dem Öfinger Kirchhof bestattet.
Im Dreißigjährigen Krieg war das Langhaus eine Ruine, und die Gottesdienste wurden im Chor gefeiert. Später wurde eine Kassettendecke aus Tannenholz eingezogen.
In den 1960er Jahren wurde die Öfinger Kirche umfassend renoviert. Dabei kam über der Südpforte eine große barocke Sonnenuhr zum Vorschein (1613/1614).

## Baubeschreibung
Die Öfinger Kirche befindet sich in einer exponierten Lage: vom Mitteldorf führt eine steile alte Treppe zur Kirche und zum Friedhof empor. Sie hat ein Langhaus auf rechteckigem Grundriss und einen polygonalen Chor. Nördlich des Chores steht der Kirchturm.
Der Turm hat die für die Baar typischen Treppengiebel. Der untere Teil des Turmes gehört wahrscheinlich zu einem Vorgängerbau, und zwar als Chorraum der kleinen Kirche. Die ältesten Bauteile der jetzigen Kirche sind romanisch: ein Fischgrätmuster im Chorraum und die Pforte, die vom Chor in die Läutekammer führt (d. h. in das Untergeschoss des Kirchturms).
Insgesamt ist die Öfinger Kirche ein Bauwerk der Gotik, wie sich an Chorbogen, Südpforte und Chordecke ablesen lässt. Reste der Chorausmalung (Evangelist Johannes am Schreibpult) haben sich an der Nordwand erhalten. Die gotischen Spitzbogenfenster wurden in den 1820er Jahren in Rundbogenfenster umgewandelt.
Die Sakristei südlich des Chores ist ein jüngerer Anbau. Die heutige Sakristei wurde 1839 errichtet. Kanzel und Altar stammen aus dem Jahr 1841; das Altarkruzifix ist eine barocke Arbeit, die der Villinger Werkstatt Schupp zugeschrieben wird.

## Kircheninventar
Die mittelalterliche Kirchenausstattung wurde nach der Reformation größtenteils entfernt. Zunächst hat man die Objekte nach Amtenhausen verbracht, und noch im 20. Jahrhundert sollen drei hölzerne Heiligenfiguren aus Öfingen in der Sunthausener Mühle vorhanden gewesen sein.
Bei den Renovierungen des 19. Jahrhunderts wurde der gotische Taufstein als „unwürdig“ empfunden. Er sei nur eine in Stücke zerbrochene Steinschale auf gemauertem Ständer, mit Kalk weiß verputzt. So entfernte man den Taufstein im Jahr 1844 und machte ihn zum Auffangbehälter für das Regenwasser der Pfarrscheune. Später fand sich eine Verwendung als Becken zum Waschen von Kartoffeln und als Blumenkübel. Seit 1957 ist der Öfinger Taufstein in Privatbesitz in Stuttgart-Heumaden.
Die Kirchturmuhr wird schon 1605 erwähnt und überstand irgendwie den Dreißigjährigen Krieg. Als ein uraltes Stück wurde sie mehrfach repariert, auch die politische Gemeinde hatte an Uhr und Glocken der Kirche Nutzungsrechte.

## Rosier-Glocke
Die älteste Öfinger Glocke (e‘) wurde 1699 von Peter Rosier gegossen. Ihren Mantel schmückten drei Wappen, eine Plakette, Inschriften, Schmuckleisten und ein Kruzifix. Auch diese Glocke wurde 1942 zum Einschmelzen entfernt, wozu es aber nicht kam, sondern sie konnte 1948 festlich wieder in Gebrauch genommen werden. Doch dann zeigten sich Haarrisse. 1952 wurde die Glocke deshalb umgegossen.

## Bilder

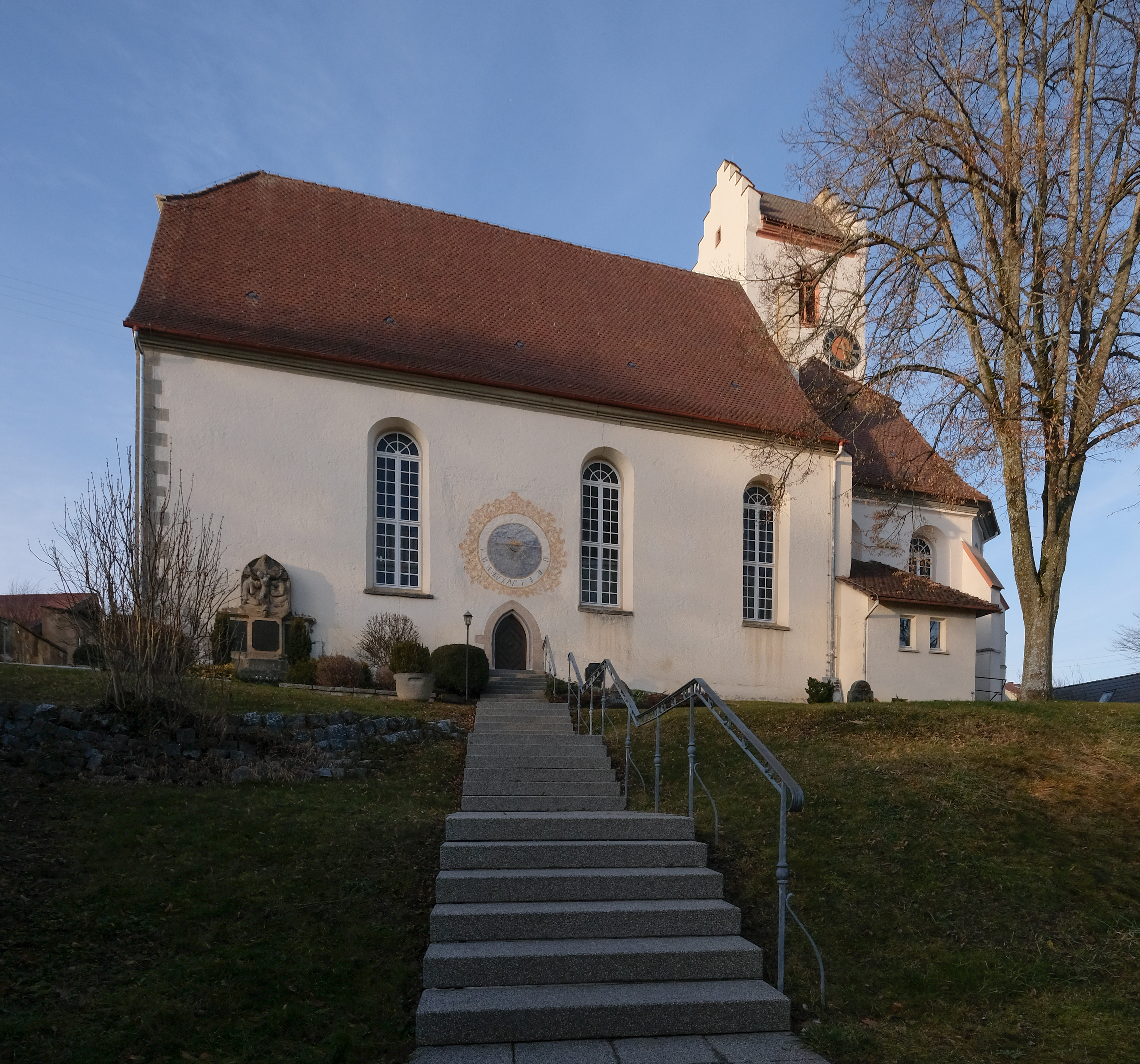
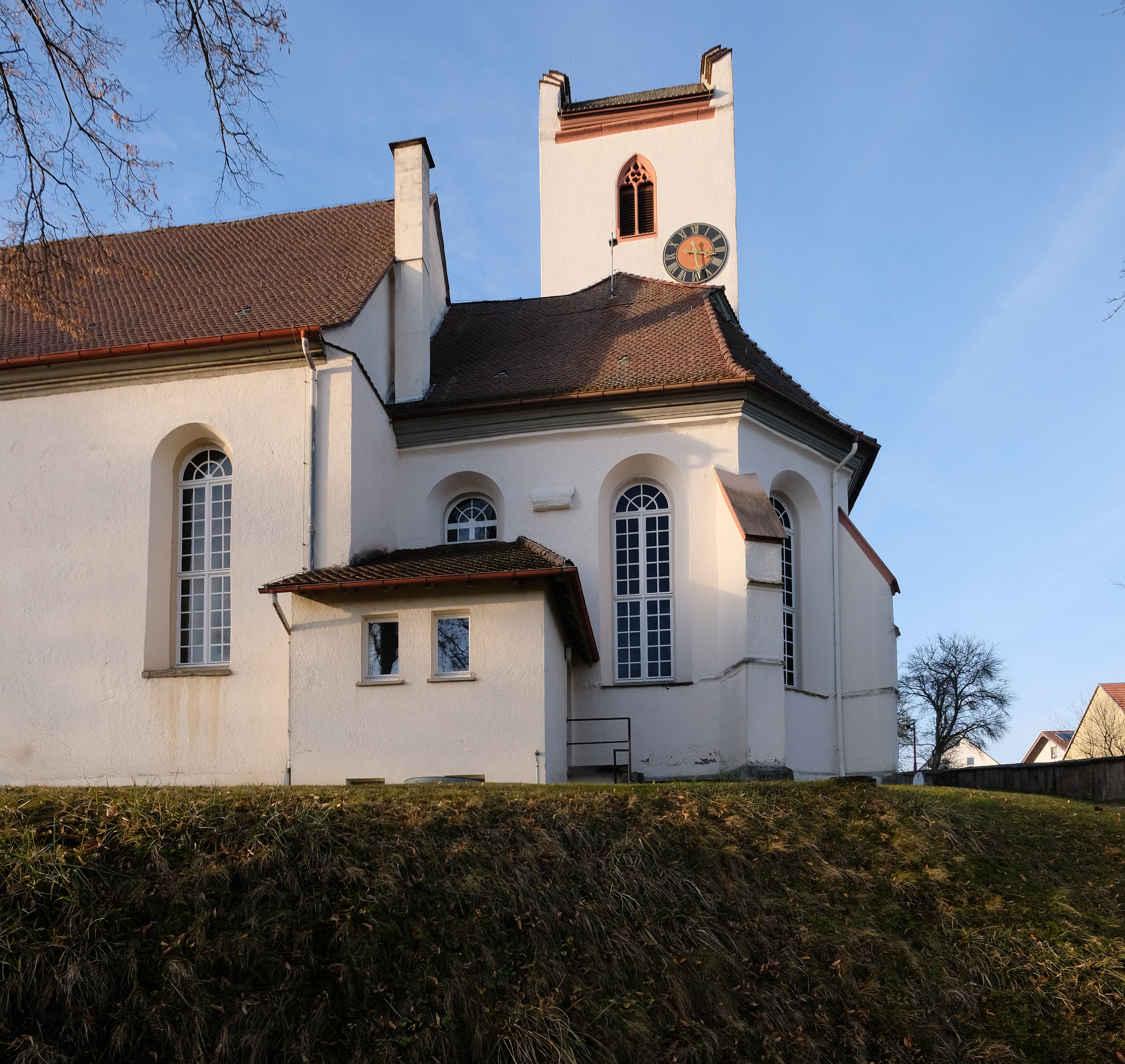
Chor
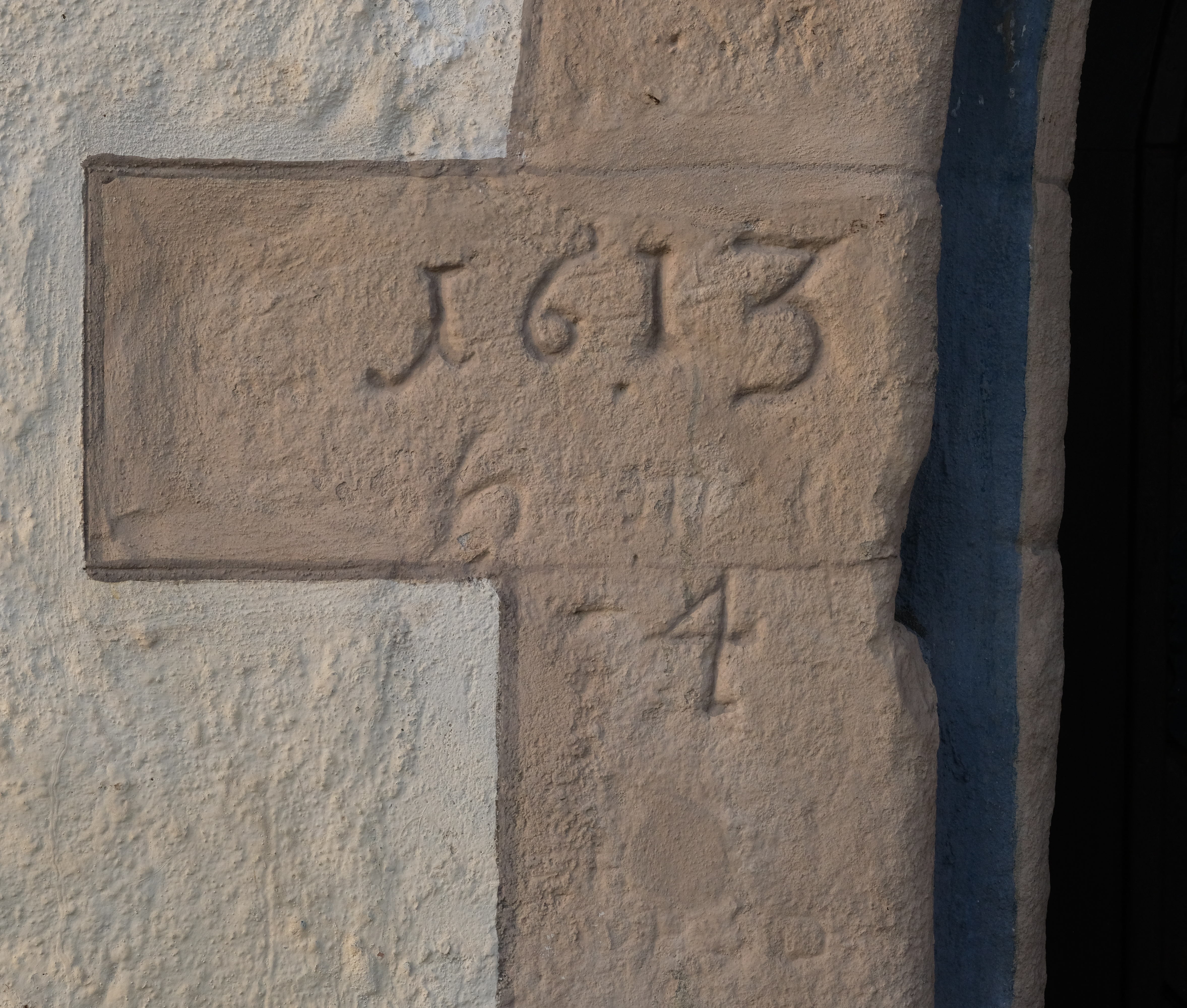
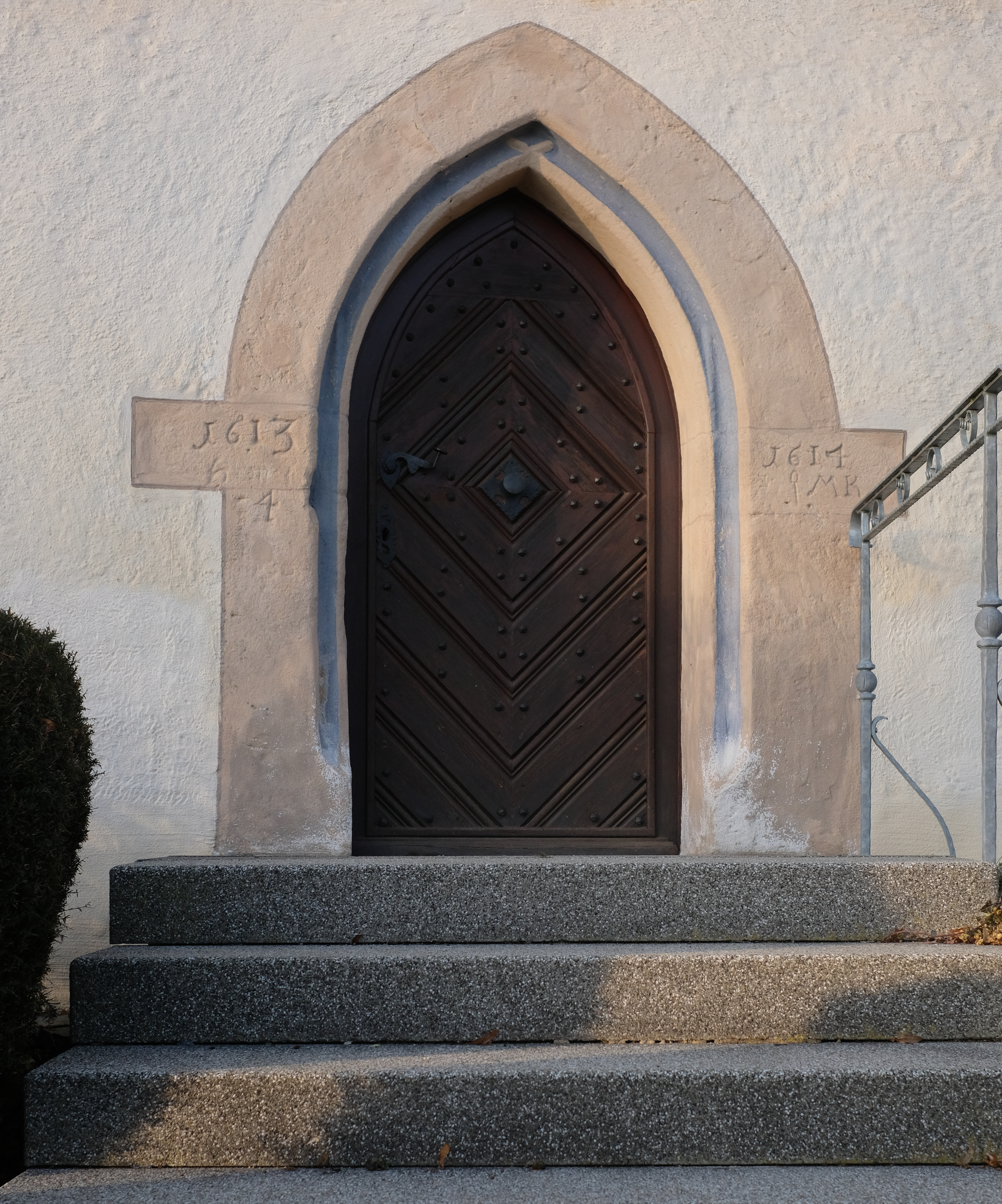
Gotischer Eingang
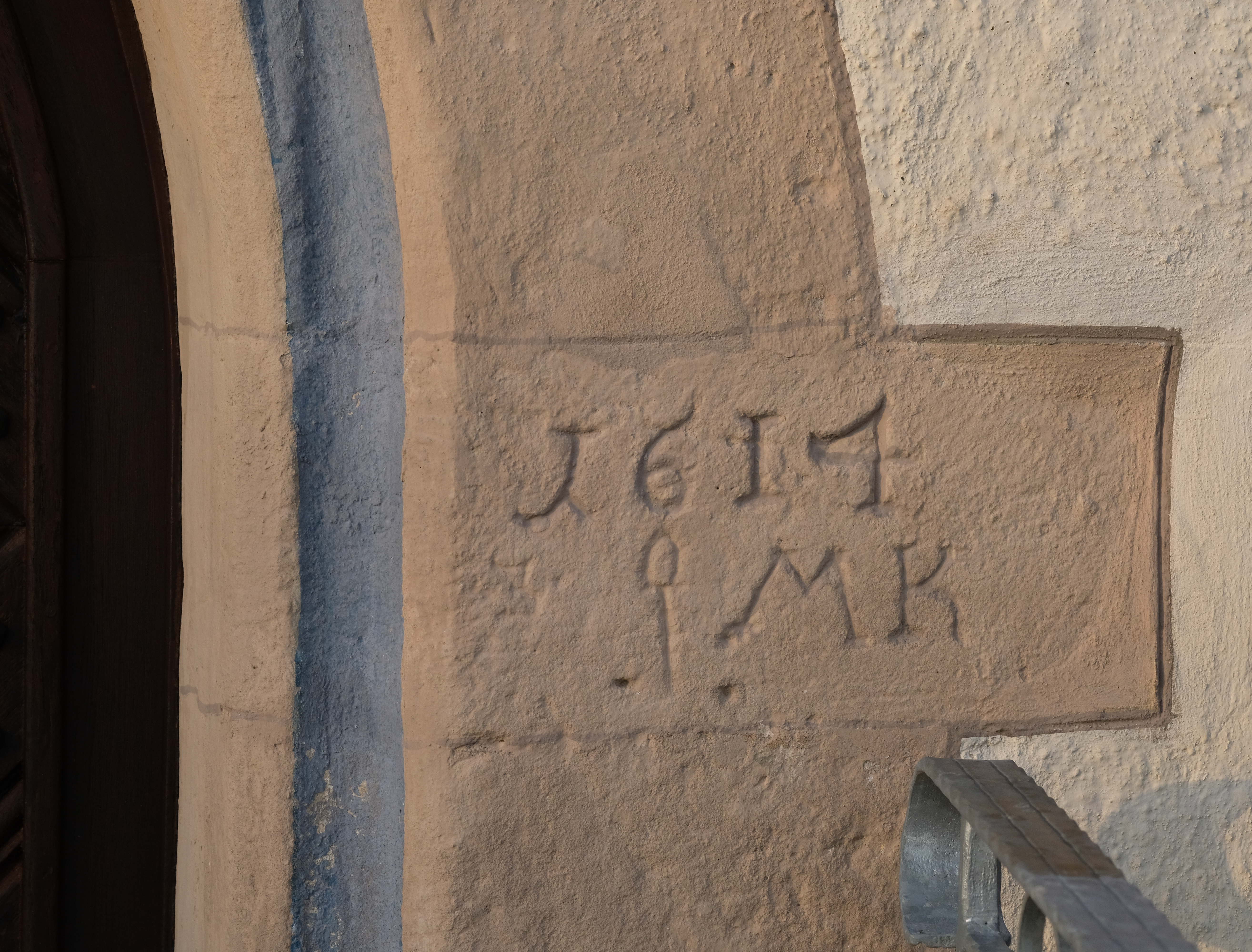
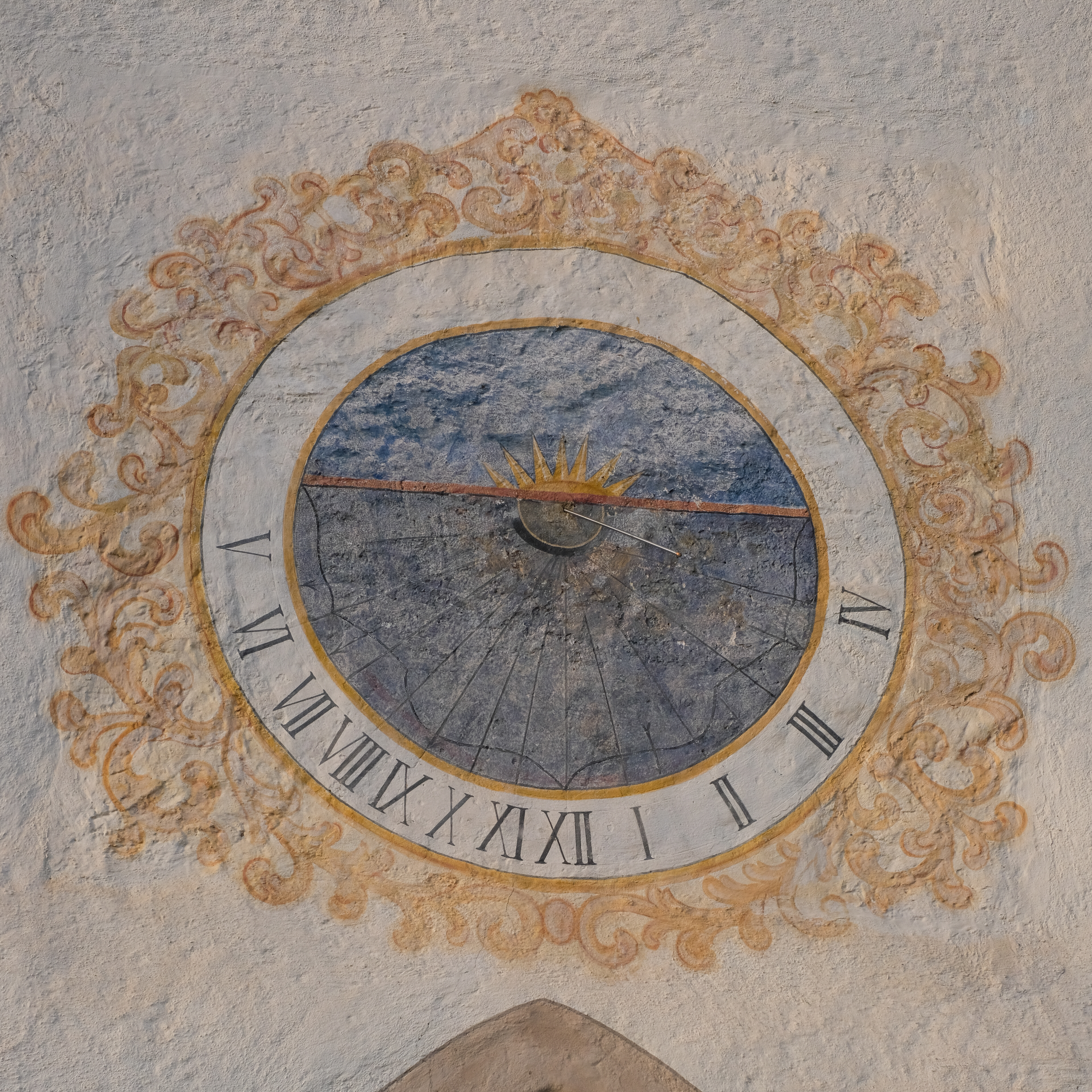
Barocke Sonnenuhr